# Publius Rutilius Rufus
Publius Rutilius Rufus (158 - 78 v.Chr.) was een befaamd Romeins redenaar, afkomstig uit de gens Rutilia. Hij was praetor in 116 v.Chr. en consul in 105 v.Chr. Later is hij door de ridderklasse uit Rome verbannen.

## Leven
Publius Rutilius Rufus, geboren in 158 v.Chr., behoorde tot de befaamde gens Rutilia, een aristocratisch geslacht in het Oude Rome. Rutilius was een gekend staatsman, rechtsgeleerde, historicus en stoïcijn. Hoogstwaarschijnlijk was hij ook de grootvader van Gaius Julius Caesar. Reeds vanaf zijn kindertijd vertoefde hij in het gezelschap van belangrijke mensen van de senatoriale klasse. Hierdoor kon hij immers trouwen met een Livia en op 20-jarige leeftijd, als adulescentulus, genoot hij reeds het vertrouwen van Gaius Laelius en Servius Sulpicius Galba. De militaire carrière van Rutilius ging van start in 134 v.Chr.. Hij werd in dat jaar tribunus militum in de Numantische oorlog onder leiding van Publius Cornelius Scipio Aemilianus Africanus minor. Daarnaast diende Rutilius als legatus in 109 v.Chr. Quintus Metellus in de Jugartische oorlog. Voordien, in 113 v.Chr., was hij reeds legatus geweest in Kreta.
Naast het begin van zijn militaire loopbaan, engageerde Rutilius zich ook op politiek vlak. Hierin behoorde hij tot de Optimates, die in de Senaat tegenover de Populares stonden en over het algemeen in de kaart speelden van de aristocratie. In het jaar 116 v.Chr. stelde Rutilius zich kandidaat om consul te worden, maar toen werd hij verslagen door Marcus Aemilius Scaurus. Vijf jaar later werd Rutilius aangesteld als praetor en  pas elf jaar later, in 105 v.Chr., slaagde Rutilius er in om toe te treden tot het consulaat, tezamen met Gnaius Mallius Maximus. Dit was de enige keer dat hij het ambt van consul zou bekleden. Als consul liet hij zich vooral in met zaken die betrekking hadden tot het leger. Vele hervormingen, waaronder het invoeren van vechttechnieken die de gladiatoren in de arena toepasten, zoals het zwaardvechten, waren aan Rutilius te danken. Veelal heerst de opvatting dat het Marius was die deze hervormingen doorvoerde, wat dus onterecht is. Daarnaast, in hetzelfde jaar dat hij tot consul verkozen was, trainde en richtte Rutilius het leger op waarmee Marius later de strijd zou aangaan tegen de Kimbren.
Op elk vlak, zowel militair als politiek, stond Rutilius bekend als een efficiënt en integer man. Zijn reputatie van een onvermoeibare oprechtheid werd aangezien als een dogma. Maar de politieke situatie in het Romeinse Rijk was in die tijd zeer gespannen. Na de hervormingen van de Gracchen, ontstond er een verbitterde strijd tussen de oude aristocratie en de nieuwe ridderklasse. Het feit dat die ridderklasse de bevoegdheid had gekregen om de rechtbanken samen te stellen, was een doorn in het oog van de andere partij. Niemand bleef gespaard en ook Rutilius zou hiervan de gevolgen ondervinden.
In 94 v.Chr. ging Rutilius met zijn vriend Q. Mucius Scaevola mee naar de provincie Asia, die nog maar net was opgericht. Ogenschijnlijk ging hij erheen als legatus proconsulis maar de goede verstandhouding met Scaevola en de reeds gezegende leeftijd van Rutilius, namelijk 62, liet vermoeden dat de twee reeds  hadden afgesproken om politieke hervormingen door te voeren in de provincie. Zo stond Asia na verloop van tijd bekend als een provincie waar een onwrikbare integriteit heerste en dit in tegenstelling tot andere provincies, waar de lokale ridderklasse alle macht in handen had en volop misbruik maakte van deze positie. Corruptie vierde er hoogtij en de klasse van de equites verrijkten zich met de algemene inkomsten van de stad en controleerden het lokale rechtssysteem. Rutilius en Q. Mucius Scaevola stonden dus lijnrecht tegenover de ridderklasse en een conflict kon onmogelijk uitblijven. Scaevola maakte het jaar als proconsul niet volledig af, en gaf zijn ambt bij vertrek door aan Rutilius. Maar dit mocht niet baten. Bij de terugkeer van Scaevola werden zowel hijzelf als Rutilius onterecht beschuldigd van corruptie en afpersing, net hetgeen waar ze zo hard tegen gestreden hadden. Daarbovenop was de straf van laatstgenoemde veel zwaarder dan deze van Scaevola. Rutilius was immers maar een legatus, terwijl Scaevola een proconsul was uit de machtige familie van de Scaevolae. Zo werd Rutilius in 92 v.Chr. berecht en veroordeeld in de rechtbank door Apicius, een lid van de ridderklasse. Rutilius moest een boete betalen die zo hoog was, dat hij bijna niets meer overhield. Hierop ging hij vrijwillig in ballingschap. Hij weigerde te leven in een staat die zo corrupt en vervuild was. Eerst ging hij in Mytilini gaan wonen en later in Smyrna, beide gelegen in de provincie Asia.

## Werk
In de stad Smyrna schreef Rutilius, omtrent 90 v.Chr., zijn twee werken. Het eerste werk, De vita sua, was een autobiografie, geschreven in het Latijn en het tweede werk, Romaikè Historia, was een Grieks werk over de geschiedenis van het Romeinse rijk. Dit werk was vooral gericht naar de Griekse wereld. Het is echter niet zeker als het geschiedkundig werk wel afzonderlijk bestond en niet gewoon een deel van zijn autobiografie uitmaakt. Van beide werken is bijna alles verdwenen. 
In 78 v.Chr. ging Marcus Tullius Cicero op bezoek bij de reeds tachtig jaar oude Rutilius in Smyrna, die later dat jaar stierf. En ondanks het feit dat Sulla, hem gevraagd had terug te keren naar Rome, is hij in Smyrna gebleven tot zijn dood. Naast een geschiedkundige was Rutilius ook een befaamd redenaar. Er zijn in het totaal 7 speeches van hem gekend, waarvan er amper iets bewaard is gebleven. Allemaal zijn ze zeer streng en sober en getuigen ze van een stoïcijnse kilheid. In zijn eerste redevoering, Adversus Scaurum, beschuldigde hij Scaurus ervan fraude te hebben gepleegd bij de verkiezingen van consul, zonder resultaat. Scaurus was immers de man waarvan hij in 116 v.Chr. verloren had. Hierop beschuldigde Scaurus Rutilius van dezelfde wandaad. In zijn tweede redevoering, Pro se contra Scaurum, verdedigde hij zichzelf tegen deze aanklacht. Daarnaast zijn er nog 5 andere redevoeringen bekend, namelijk Pro lege sua de tribunis militum, De modo aedificiorum, Pro L. Caerucio ad populum, Oratio ficta ad Mithridatem regem en Pro se contra publicanos. Het was in deze laatstgenoemde redevoering dat Rutilius zichzelf tevergeefs verdedigde tegen de aanklacht van de ridderklasse in 92 v.Chr..
Uit dit alles blijkt dat Publius Rutilius Rufus naast een trouwe militair en integer staatsman ook een goede jurist en welbespraakt redenaar was die de Griekse cultuur wist te combineren met de oude Romeinse waarden en normen van de republiek.